# 76e division d'infanterie (États-Unis)
Pour les articles homonymes, voir 76e division d'infanterie.
La 76e division d'infanterie (76th Infantry Division) est une division de l'US Army active lors des deux conflits mondiaux.
Elle est créée pour la première fois en août 1917 et part pour l'Europe après un an d'entraînement. Elle devient alors la 3e division de dépôt réduite à 7 000 hommes et est désactivée en mai 1919.
Lors de la Seconde Guerre mondiale, elle est réactivée le 15 juin 1942 et débarque en Angleterre le 20 décembre 1944. Elle est ensuite envoyée au Havre le 12 janvier 1945 pour se diriger vers le front. Le 25 janvier, elle relève la 87e division d'infanterie dans les environs d'Echternach, au Luxembourg. Elle traverse la Sauer le 7 février pour s'attaquer à la ligne Siegfried. Elle progresse alors régulièrement, franchissant la Prüm le 25 février et s'emparant d'Irrel le 28. Elle prend ensuite Hosten le 3 mars, Speicher le 5 mars et Karl le 10 mars. Elle bifurque alors vers le sud et traverse la Moselle le 18 mars, près de Mülheim an der Mosel. Elle franchit le Rhin le 27 mars pour s'enfoncer au cœur de l'Allemagne. Conjointement avec la 6e division blindée, elle conquiert Bad Langensalza le 11 avril, puis Zeitz les 14 et 15 avril. Le 16 avril, elle atteint la Mulde où elle se met en position défensive jusqu'à la fin de la guerre. L'unité est démobilisée le 31 août 1945.
Dès 1946, l'unité est recréée comme composante de la force de réserve. En mai 1959, elle devient une division d'entraînement pour les nouvelles recrues. Au cours de l'opération Desert Shield puis de l'opération Desert Storm, l'unité déploie 600 de ses hommes au Moyen-Orient. Elle est démobilisée à nouveau en 1996. Finalement, en 2013, elle est réactivée sous la forme du 76th Operational Response Command composé de 4 300 hommes. 

## Liens web
- (en) « Site de la division » (consulté le 10 mai 2016)
- (en) « Informations diverses sur la division », United States Army Center of Military History (consulté le 10 mai 2016)